# SHIBUYA-AX
SHIBUYA-AX位於東京都澀谷区神南二丁目，由日本電視台和電通所管理及營運的活動場地。

## 概要
在2000年12月16日啟用（杮落公演是Dragon Ash）。主要給年輕人氣的音樂家・藝術家的Live使用。AX是日本電視台的無線電台呼號「JOAX-TV」由来。同發音的“axe”（斧）無關。2014年5月31日閉館，之後建物拆除。

## 施設概要
- 收容人數 - 所有站立位置1・2階合計最大1,697人[1][2]，样式表是1・2階合計757人[2]。
- 交通 - 原宿車站、明治神宮前車站、澀谷車站

## 備註
1. ↑  〔Perfume〕大躍進!SHIBUYA-AXワンマン決定 （页面存档备份，存于） ナタリー 2007年11月8日
2. 1 2  SHIBUYA-AX （页面存档备份，存于） 渋谷文化プロジェクト、ライヴ会場解説 / SHIBUYA-AX （页面存档备份，存于）、会場案内（東京都） / SHIBUYA-AX （页面存档备份，存于）

## 外部連結
- SHIBUYA-AX - 官方網站。